# طارمة

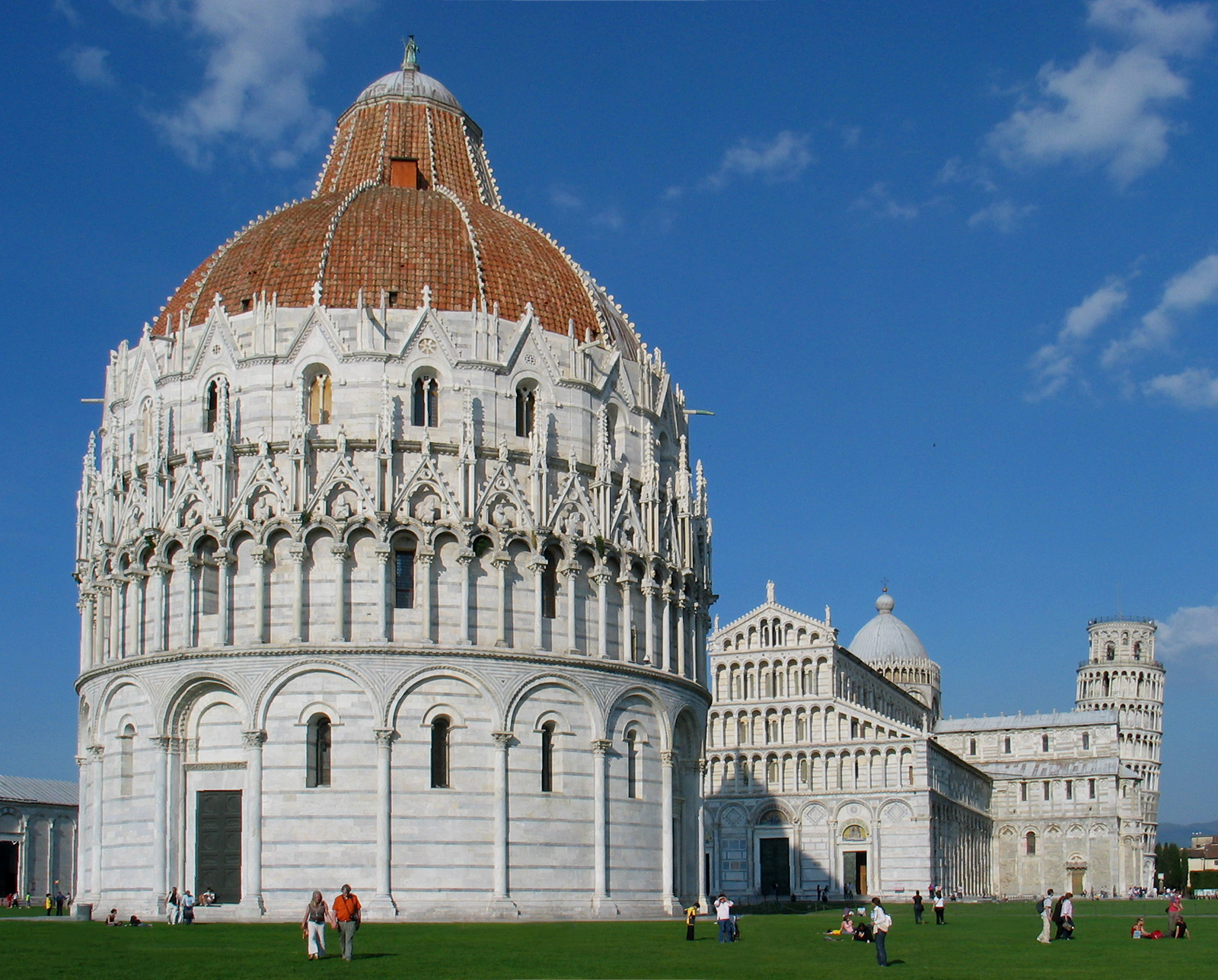
بيت المعمودية (على شكل روطن) في بيازا داي ميراكولي في بيزا بإيطاليا

الطارِمَة  أو الرَّوطَن أو الدورة (من الإنكليزية Rotunda وبدورها من اللاتينية rotundus) هو أي مبنى دائري الأرضية وفي بعض الأحيان تعلوه قبة (مثال ذلك البانثيون في روما بإيطاليا)، وكذلك يطلق على الغرف الدائرية الموجودة في المباني (مثال ذلك كابيتول الولايات المتحدة في واشنطن العاصمة بالولايات المتحدة الأمريكية).

## معرض صور

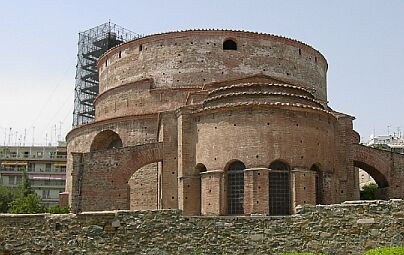
The famous قوس غاليريوس وروتوندا in سالونيك، اليونان.
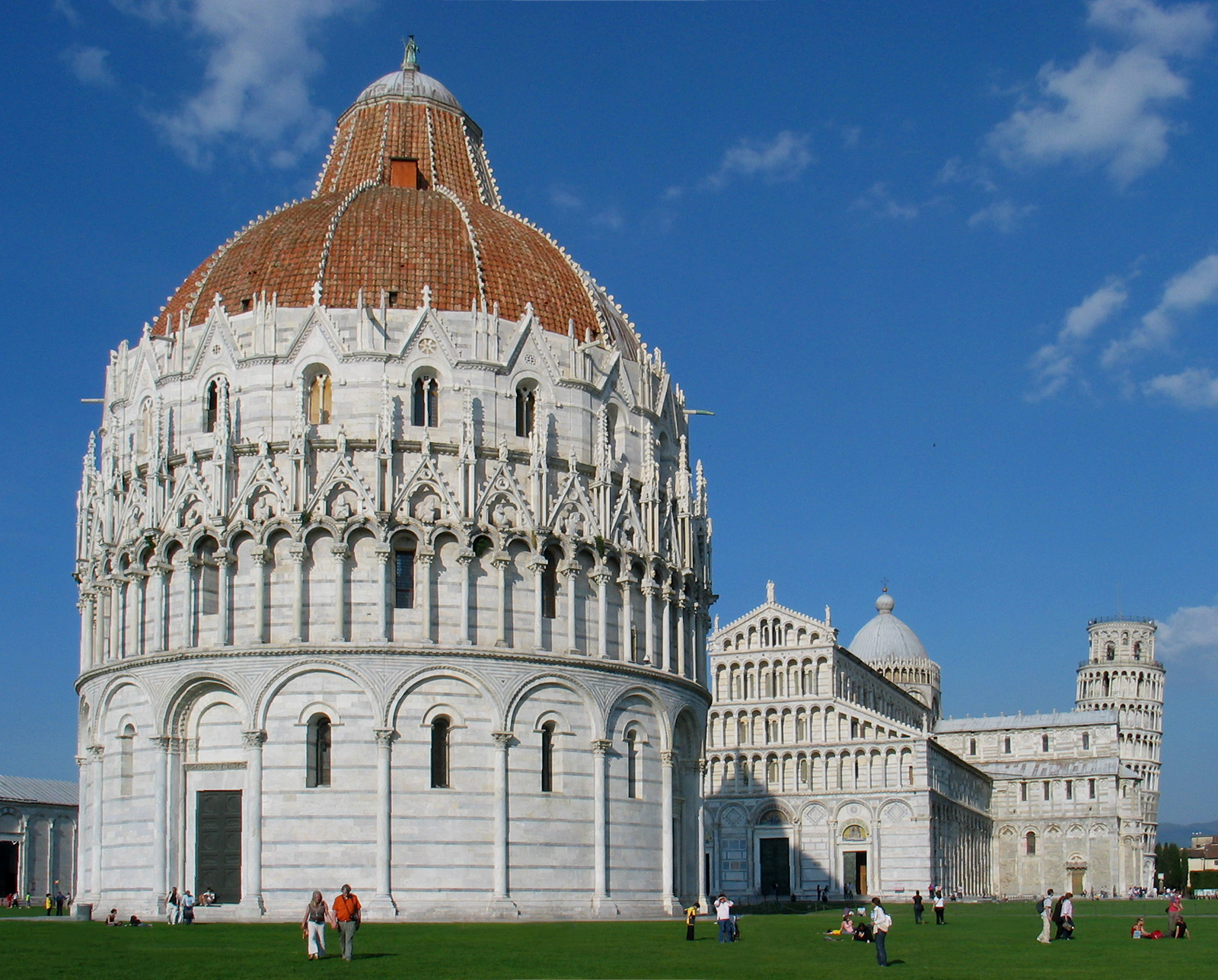
The Baptistery at the بيازا داي ميراكولي، بيزا، إيطاليا
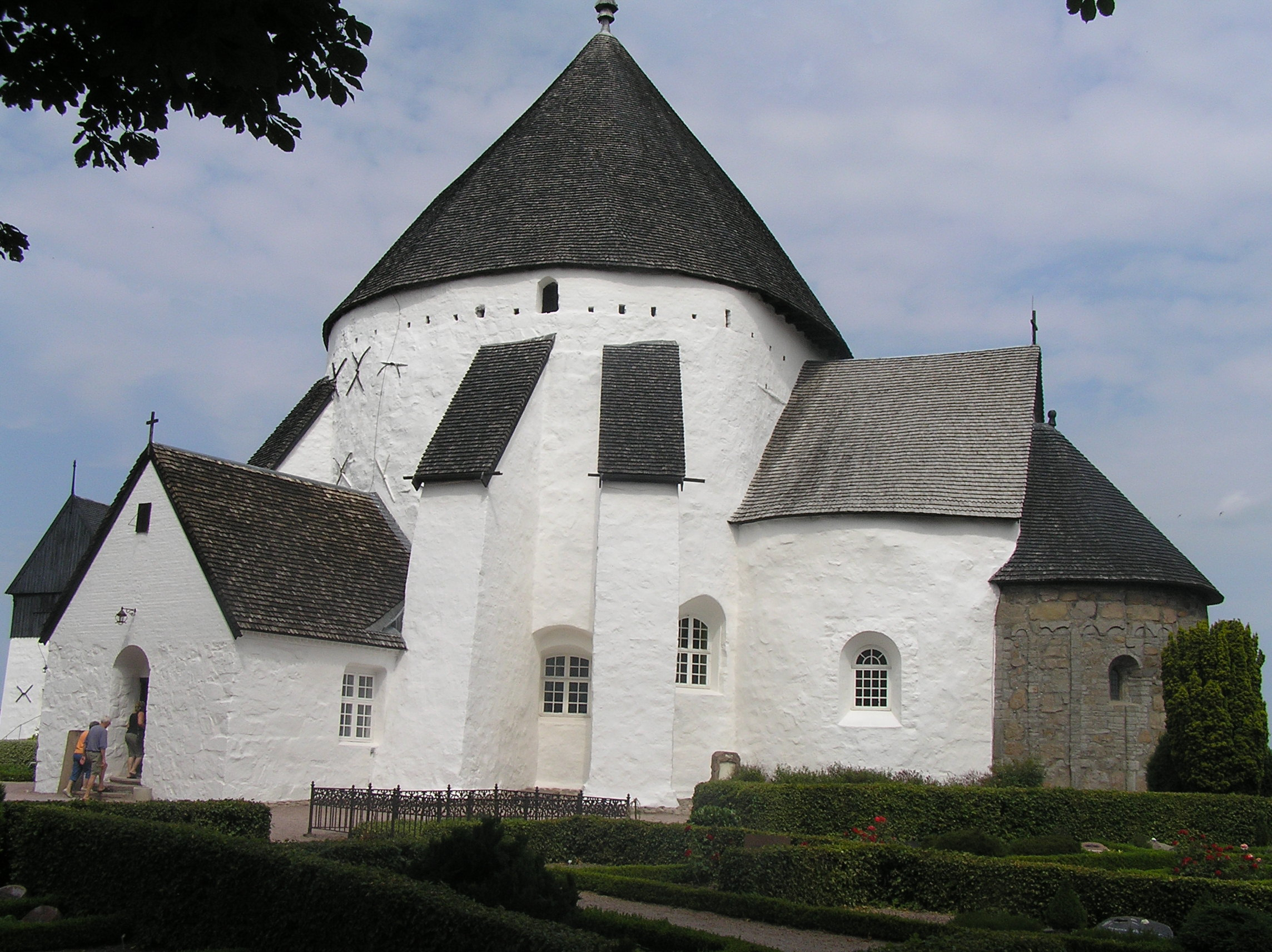
The most well known Danish rotunda is the village parochial church at Østerlars.
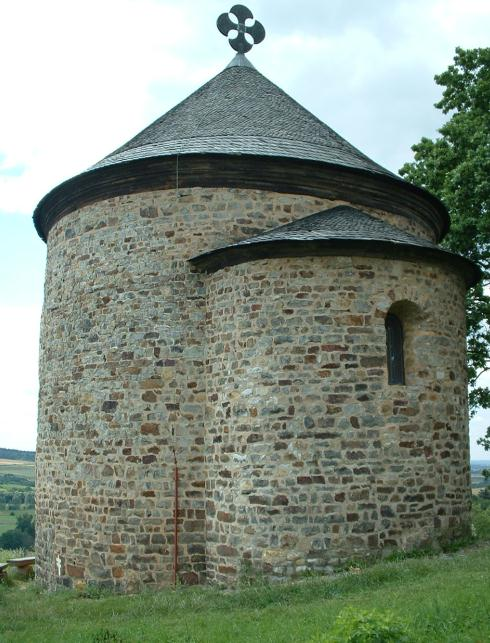
Rotunda in Starý Plzenec (Old Pilsen near بلزن، التشيك), from the 10th century.
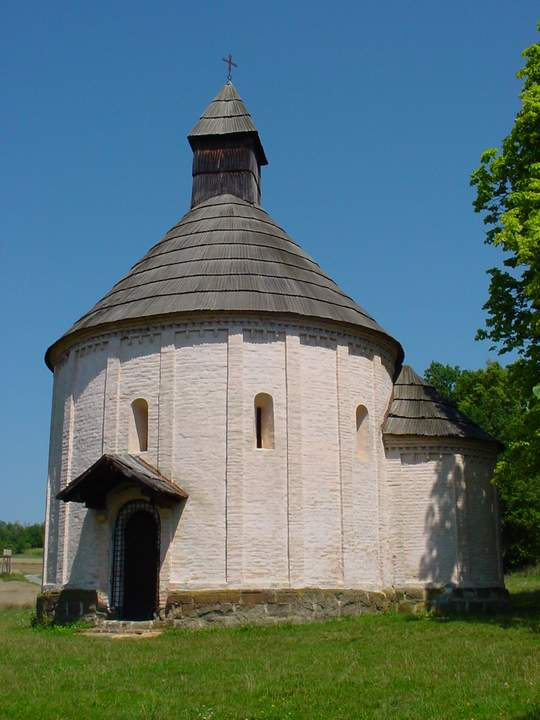
Romanesque village church in Selo, Slovenia
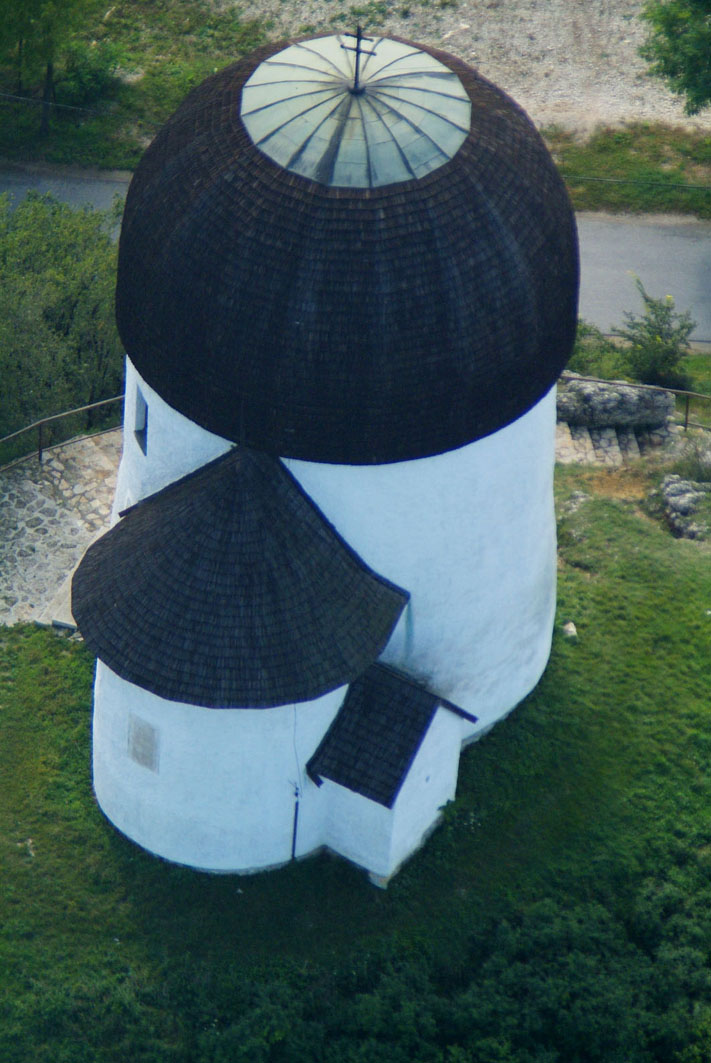
Rotunda - Öskü, Hungary.
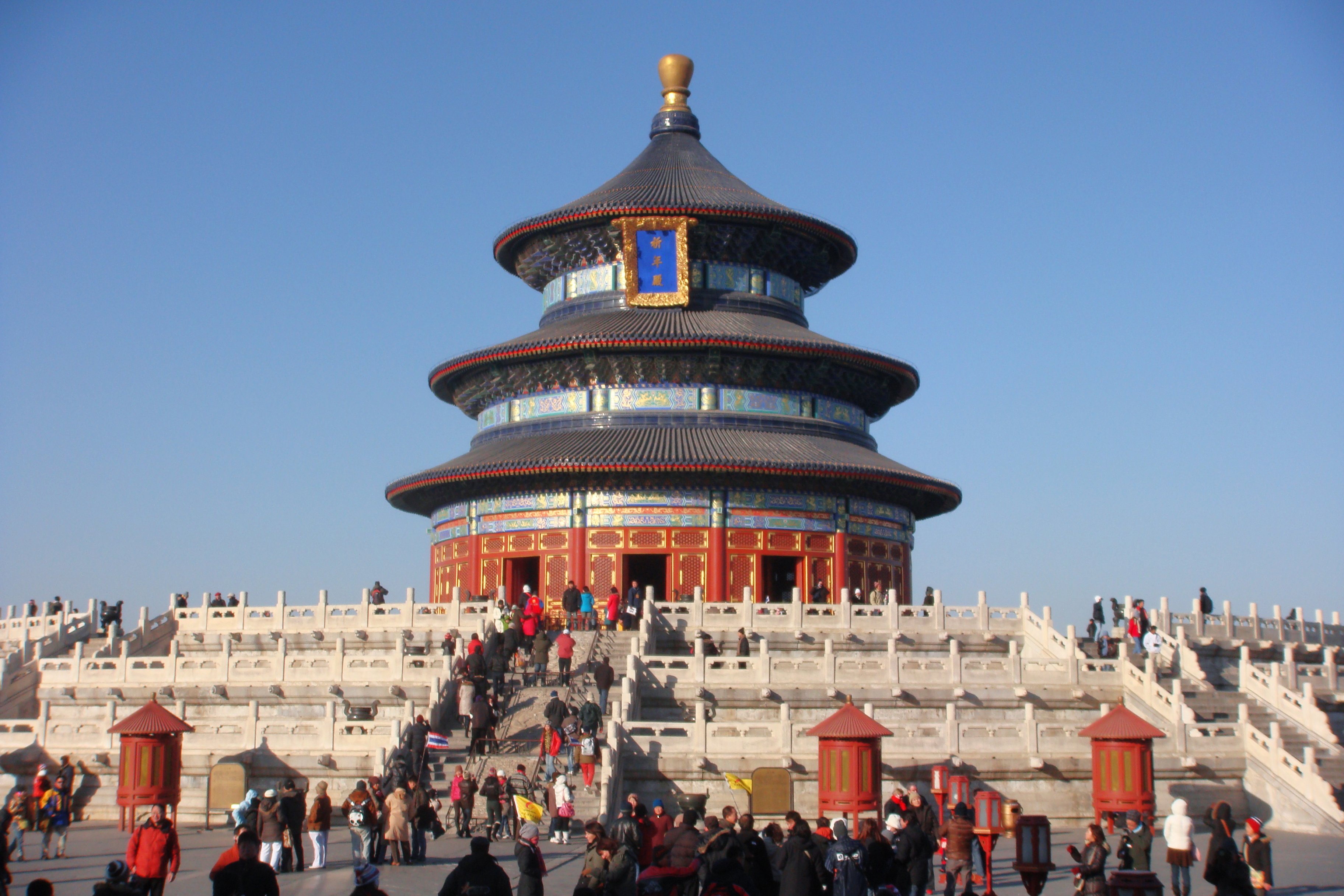
Hall of Prayer for Good Harvests, the largest building in the Temple of Heaven
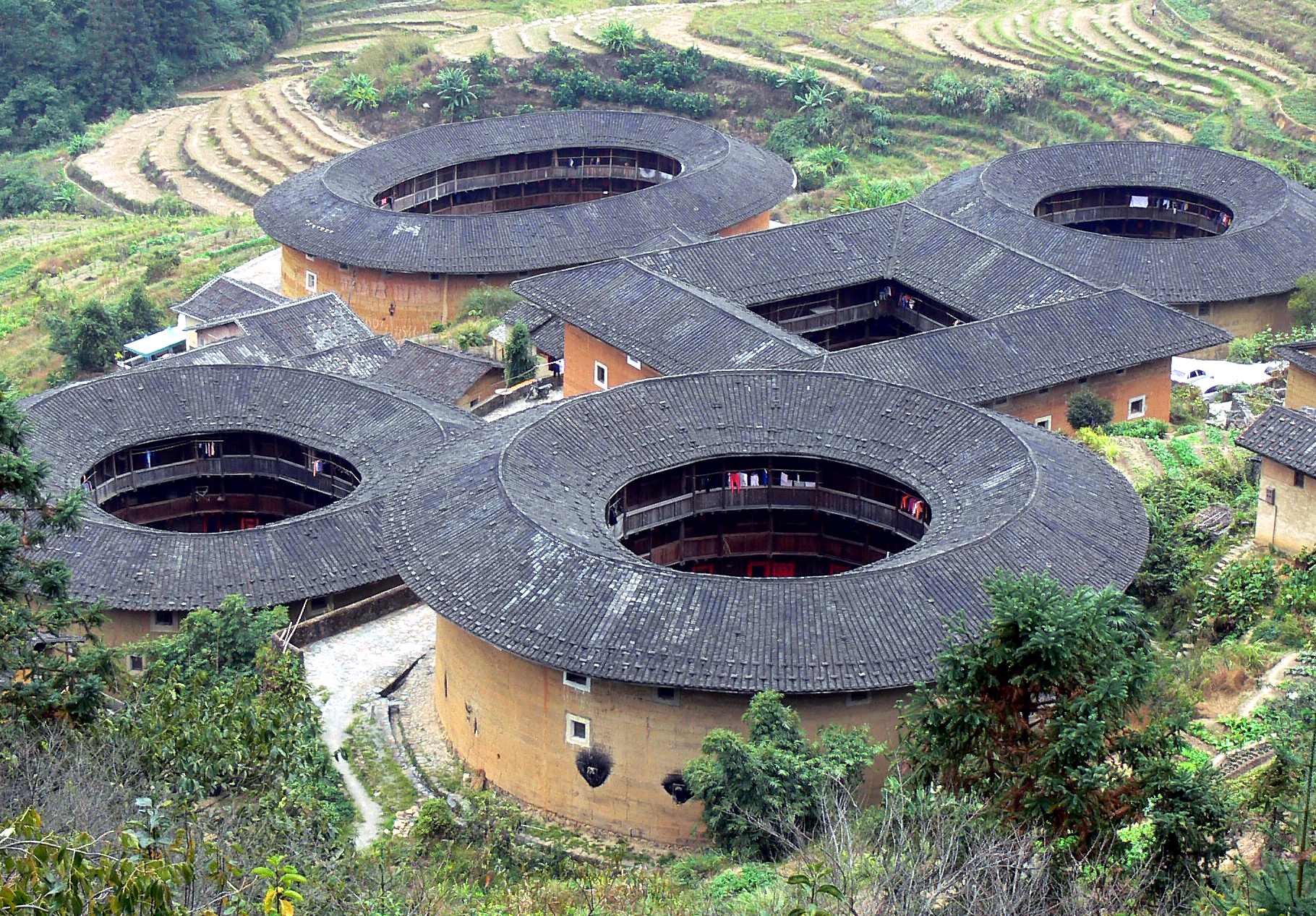
Tianluokeng tulou cluster
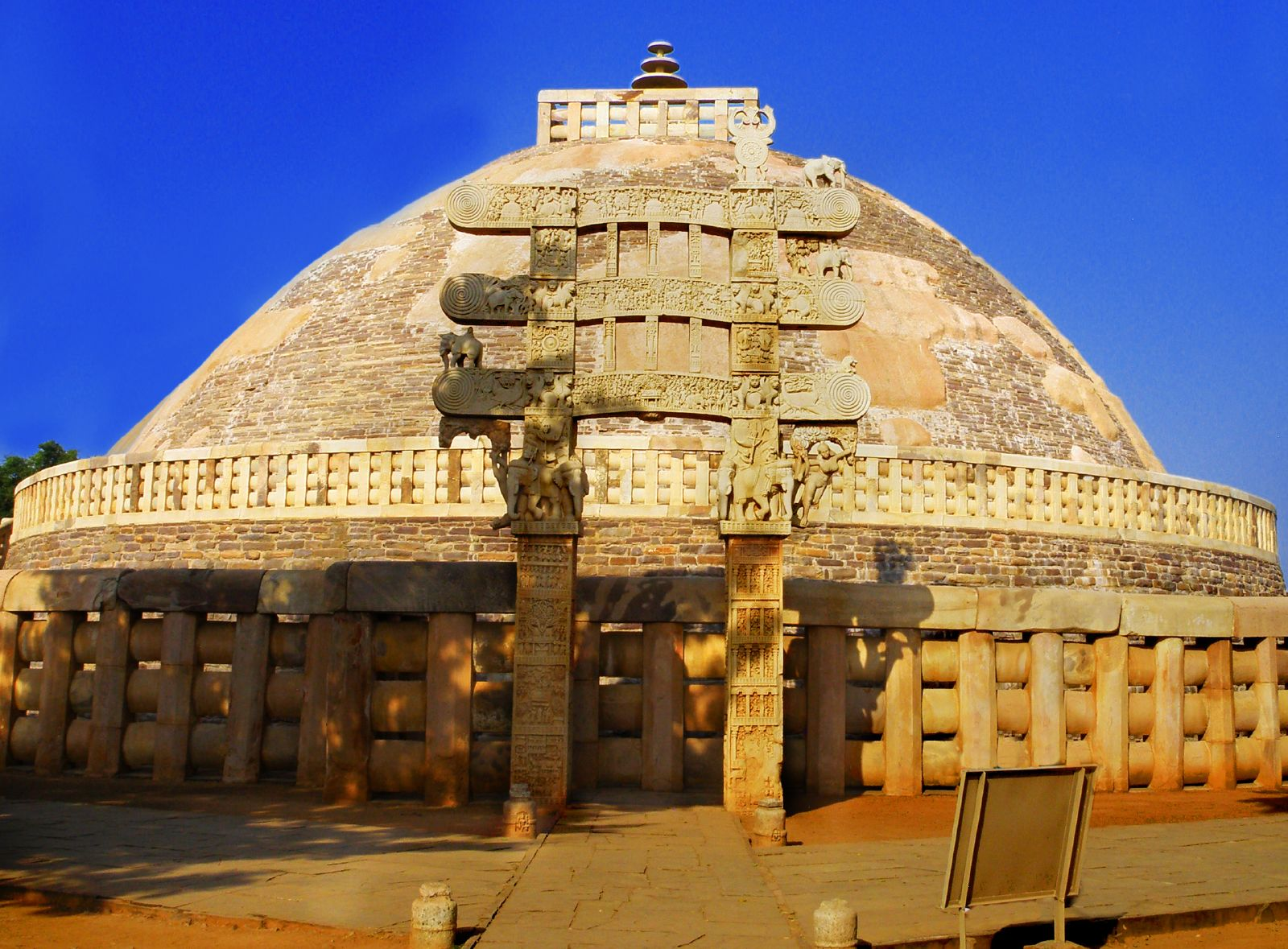
سانشي in India, a Buddhist pilgrimage site
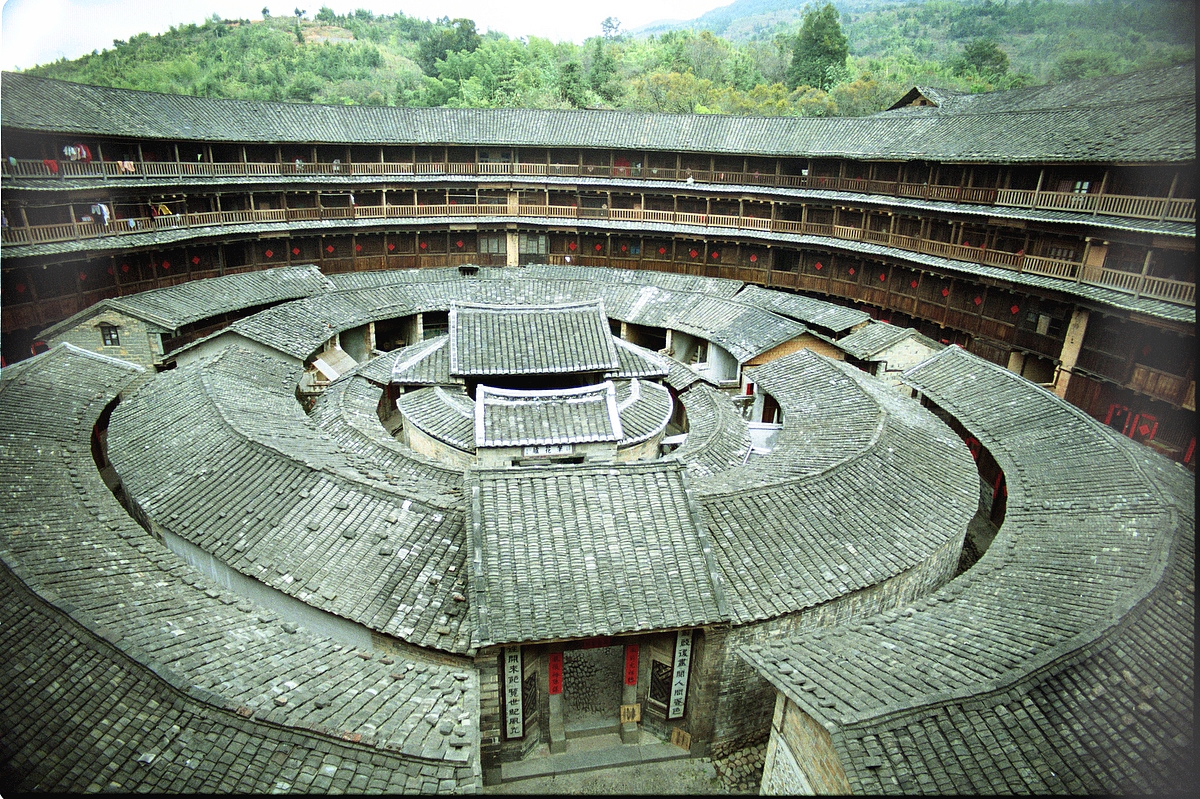
4 concentric ring architecture of Chengqi lou